# Rocca di Cefalù
Rocca di Cefalù este o arie protejată (arie specială de conservare — SAC, sit de importanță comunitară — SCI) din Italia întinsă pe o suprafață de 36 ha, integral pe uscat.

## Localizare
Centrul sitului Rocca di Cefalù este situat la coordonatele 38°02′13″N 14°01′36″E / 38.037029°N 14.026578°E.

## Înființare
Situl Rocca di Cefalù a fost declarat sit de importanță comunitară în septembrie 1995 pentru a proteja 1 specie de plante și 29 de specii de animale. Situl a fost protejat și ca arie specială de conservare în decembrie 2015.

## Biodiversitate
Situată în ecoregiunea mediteraneană, aria protejată conține 4 habitate naturale: Tufărișuri termo-mediteraneene și de pre-deșert, Pante stâncoase calcaroase cu vegetație casmofită, Pseudostepă cu ierburi și specii anuale de Thero-Brachypodietea, Peșteri inaccesibile publicului.
La baza desemnării sitului se află mai multe specii protejate:
- plante (1): Dianthus rupicola
- păsări (28): lăstunul mare (Apus apus), erete de stuf (Circus aeruginosus), cuc (Cuculus canorus), lăstun de casă (Delichon urbicum), șoim călător (Falco peregrinus), vânturel de seară (Falco vespertinus), muscar-gulerat (Ficedula albicollis), muscar negru (Ficedula hypoleuca), cinteză (Fringilla coelebs), acvilă pitică (Hieraaetus pennatus), sfrâncioc mare (Lanius excubitor), sfrâncioc cu cap roșu (Lanius senator), prigoare (Merops apiaster), gaia neagră (Milvus migrans), pietrar sur (Oenanthe oenanthe), grangur (Oriolus oriolus), ciuf-pitic (Otus scops), viespar (Pernis apivorus), codroș de munte (Phoenicurus ochruros), pitulice sfârâitoare (Phylloscopus sibilatrix), sitar de pădure (Scolopax rusticola), turturică (Streptopelia turtur), graur (Sturnus vulgaris), silvie cu cap negru (Sylvia atricapilla), silvie roșcată (Sylvia cantillans), silvie de tufiș (Sylvia undata), Tachymarptis melba, pupăză (Upupa epops)
- mamifere (1): liliacul mare cu potcoavă (Rhinolophus ferrumequinum)

Pe lângă speciile protejate, pe teritoriul sitului au mai fost identificate 14 specii de plante, 9 specii de păsări, 2 specii de reptile.